# Rentschler
Die Dr. Rentschler Holding GmbH & Co. KG umfasst eine Unternehmensgruppe mit über 1400 Mitarbeitern. Den größten Beitrag leistet die Rentschler Biopharma SE als ein international tätiges Dienstleistungsunternehmen zur Herstellung technisch anspruchsvoller Biopharmazeutika mit Hauptsitz in Laupheim im Landkreis Biberach in Oberschwaben.

## Tätigkeitsgebiet der Rentschler Biopharma SE
Das Unternehmen bietet seinen Kunden aus Pharmaindustrie und Biotechnologie Dienstleistungen zur Produktion von Biopharmazeutika an. Dazu zählen die Service-Bereiche Zelllinien- und Prozess-Entwicklung, GMP-Produktion, Formulierung, Abfüllung, Analytik, Qualitätskontrolle, Zulassung und Qualitätssicherung.
Für die Produktion stehen GMP-Anlagen zur Kultivierung im Maßstab von 250 bis 3.000 Liter zur Verfügung; ein weiterer Ausbau ist geplant.

## Geschichte
Die Unternehmensgeschichte geht bis ins Jahr 1872 zurück, als der Apotheker Gottlob Müller in Laupheim eine Apotheke errichtete, die er 1909 an seinen Schwiegersohn, Apotheker Erwin Rentschler sen. übergab, und die bis heute als „7-Schwaben-Apotheke“ fortbesteht. Nach 140 Jahren im Besitz der Familie Rentschler wurde die Apotheke 2012 verkauft.
In der Silvesternacht 1923/24 schuf der Apotheker Erwin Rentschler jun., Sohn von Erwin Rentschler sen., die Grundlage für die heute bestehende Unternehmensgruppe. Während des Nachtdienstes hatte er die Idee für eine neue Schmerzmittel-Rezeptur, die unter dem Namen „Melabon“ vermarktet wurde. Da die Apotheke zu klein wurde, um die Nachfrage an Melabon zu befriedigen, erfolgte im Jahr 1927 die Gründung der Dr. Rentschler & Co. OHG mit Erwin Rentschler jun. als Geschäftsführer. Zwei Jahre später wurde sein Bruder, Helmut Rentschler, Apotheker und Chemiker, ebenfalls geschäftsführender Gesellschafter und leitete mit ihm zusammen das junge Unternehmen, das zunächst auf einem einzigen Präparat basierte. Im Laufe der Zeit gesellten sich weitere, nicht verschreibungspflichtige Medikamente hinzu und begründeten eine nahezu 80-jährige Tradition. Im Jahr 1947 erfolgte mit der Gründung des Bakteriologischen Instituts Warthausen, das sich der Entwicklung und Produktion von Veterinär-Impfstoffen widmete, eine erste Produkt-Diversifizierung.
Nach dem Tod von Erwin Rentschler jun. im Jahr 1959 übernahm sein Sohn, Friedrich Erwin Rentschler, die Geschäftsführung. Er erweiterte das Portfolio der freiverkäuflichen Präparate sukzessive durch neue verschreibungspflichtige Produkte, überwiegend im Herz-/Kreislaufbereich. Im Jahr 1974 schuf er den Unternehmensbereich Biotechnologie und begann mit der Entwicklung von Interferonen, was schließlich dazu führte, dass Rentschler 1983 weltweit die erste Zulassung für ein natürliches Interferon-beta-Präparat erhielt, das unter dem Markennamen Fiblaferon verkauft wurde. 1993 wurden alle biotechnologischen Aktivitäten in die Rentschler Biotechnologie GmbH zusammengeführt, die seit 1997 alle Geschäftsaktivitäten auf Dienstleistungen für die Entwicklung von biopharmazeutischen Produkten konzentriert.
Ein Jahr nach Übergabe der Geschäftsführung von Friedrich E. Rentschler an seinen Sohn Nikolaus F. Rentschler im Jahre 1999 wurde mit dem Ausbau der Biotechnologie und Fokussierung aller Geschäftsaktivitäten auf diesen Bereich begonnen. Im Jahr 2003 erfolgte eine Neustrukturierung der Unternehmensgruppe innerhalb der Rentschler Holding GmbH & Co. KG. Die Rentschler Biotechnologie GmbH stellt dabei den operativ größten Anteil. Der im Jahr 2000 begonnene Ausbau der Biotechnologie wurde fortgesetzt, sodass 2010 neun Anlagen für die GMP-Produktion von Biopharmazeutika für klinische Entwicklungsprojekte und für die Marktversorgung zur Verfügung stehen.
Im Oktober 2017 firmierte die Rentschler Biotechnologie GmbH zur Rentschler Biopharma SE um. Mit dem Zukauf einer Produktionsstätte am Standort Milford, MA, USA folgte im Januar 2019 der erste Schritt in die Internationalisierung des Unternehmens. Am bestehenden Standort im Großraum Boston wird das Rentschler Biopharma Manufacturing Center US (RBMC US) erbaut, das zusätzliche Kapazitäten für die cGMP-Produktion schaffen soll. Neben einer zusätzlichen Reinraumfläche von ca. 2.050 Quadratmetern verfügt die hochautomatisierte Anlage über vier neue 2.000-Liter-Einweg-Bioreaktoren. Der Schwerpunkt der Anlage liegt auf der Herstellung komplexer Moleküle für Kunden in den USA.
Ab Sommer 2020 war Rentschler Biopharma an der Herstellung des weltweit ersten zugelassenen mRNA-Impfstoffs beteiligt. Im Auftrag von BioNTech verantwortete Rentschler die Aufreinigung der mRNA für den COVID-19-Impfstoff Comirnaty. Rentschler war an der Herstellung von mehr als einer Milliarde Impfdosen beteiligt.
Im Februar 2021 wurde mit der Rentschler ATMP Ltd. in Großbritannien ein Kompetenzzentrum für Zell- und Gentherapie gegründet, mit dem Kapazitäten zur Entwicklung und Herstellung von neuartigen Therapien (Advanced Therapy Medicinal Products, ATMPs) geschaffen werden.

## Familie
Die Rentschler-Gruppe befindet sich zu 100 % in Familienbesitz.
Die Familie engagiert sich in ihrer Heimatstadt Laupheim und darüber hinaus in ehrenamtlichen und bürgerschaftlichen Projekten, so z. B. in Ulm mit dem Albert Einstein Discovery Center und in der Hochschule Biberach. Des Weiteren engagiert sie sich für Vereine, u. a. im Freundeskreis des Museums zur Geschichte von Christen und Juden in Laupheim.
Friedrich E. Rentschler, ehemaliger Vorsitzender des Aufsichtsrates, war Träger des Bundesverdienstkreuzes und der Verdienstmedaille des Landes Baden-Württemberg. Er war auch Vorsitzender der Bürgerstiftung Laupheim. 2009 eröffnete er im Ulmer Stadtregal Räume für seine private Sammlung internationaler zeitgenössischer Kunst, die „Sammlung FER Collection“. Nun wird die Sammlung in Friedrich E. Rentschlers ehemaligen Domizil ausgestellt und ist nach Anmeldung zugänglich. Friedrich E. Rentschler verstarb am 19. Juli 2018.  Nikolaus F. Rentschler folgte im Januar 2016 als Vorsitzender des Aufsichtsrates.